# Helga Mauersberger

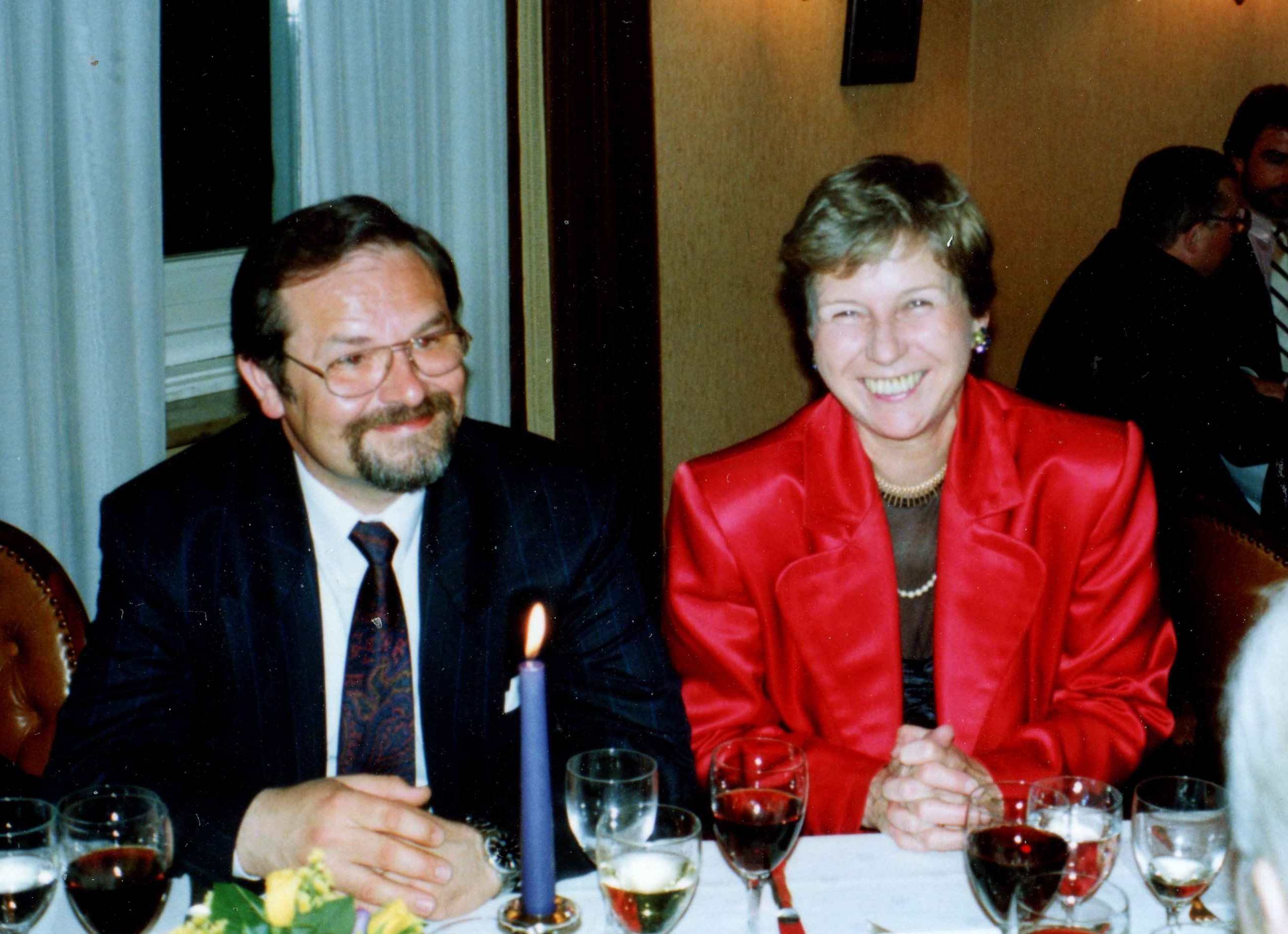
Helga Mauersberger im Studio Hamburg mit Günter Elste

Helga Mauersberger (* 23. April 1931 in Eisenach, Thüringen; † 23. Mai 2021 in Hamburg) war eine deutsche Journalistin, Fernsehredakteurin und Fernsehproduzentin.

## Leben

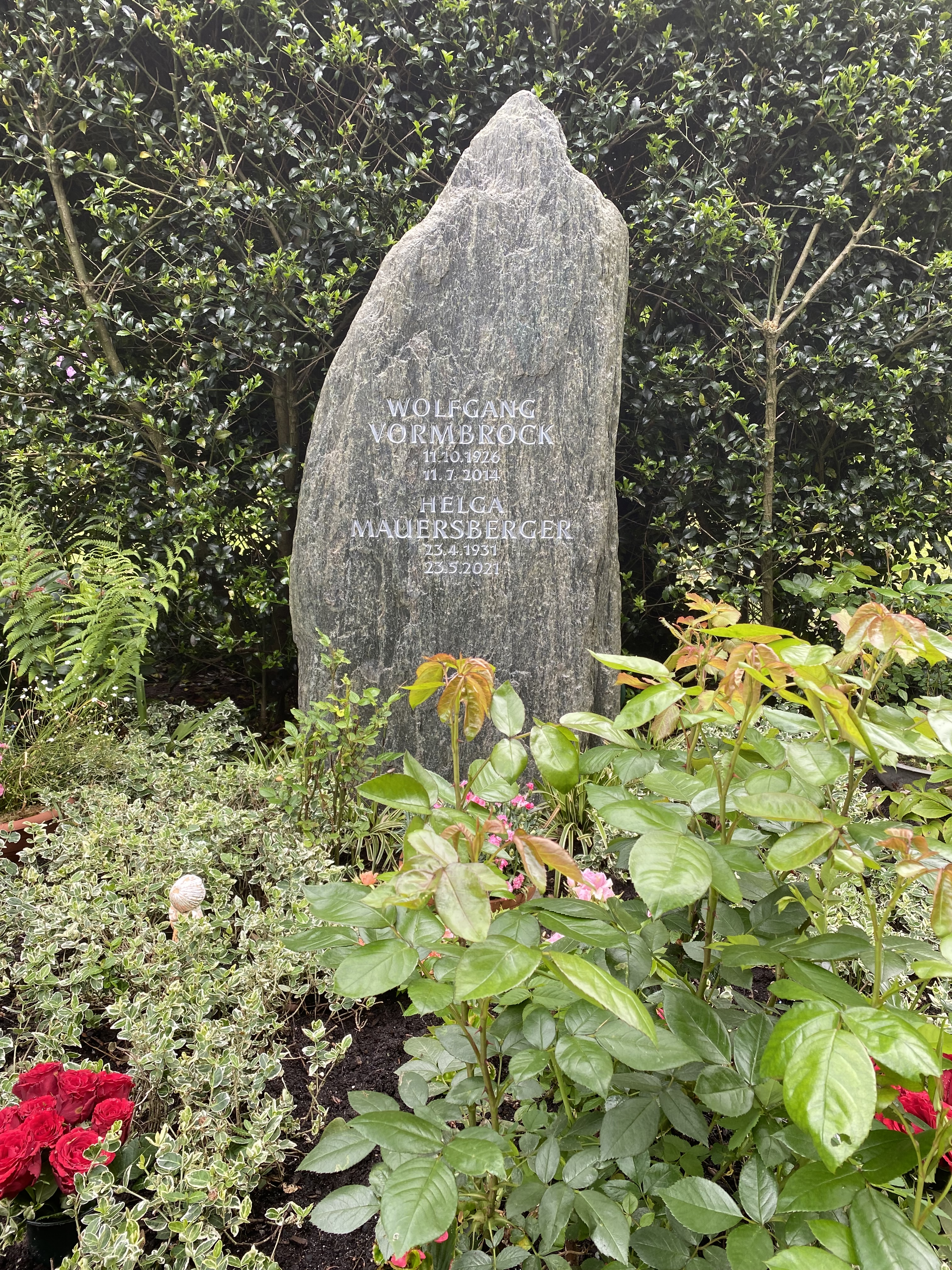
Helga Mauersbergers Grabstätte auf dem Ohlsdorfer Friedhof

Helga Mauersberger war die Tochter des Thomaskantors Erhard Mauersberger. Sie absolvierte ein Studium der Musikgeschichte, Germanistik und Psychologie in Frankfurt am Main und Mainz. Anschließend arbeitete sie als Journalistin u. a. für die Frankfurter Neue Presse und für den Spiegel.
Ab 1955 war Helga Mauersberger zunächst als Reporterin beim TV-Regionalmagazin und sechs Jahre als Leiterin der Redaktion Familienprogramm Fernsehen des Hessischen Rundfunks tätig. Dort entwickelte und betreute sie Formate wie z. B. die Augsburger Puppenkiste mit Jim Knopf und die westdeutsche Sandmännchen-Sendung.
1962 wechselte Helga Mauersberger zum Norddeutschen Rundfunk, übernahm dort den Filmeinkauf und 1963 die Leitung der Redaktion Vorabendserien. In dieser Funktion verantwortete sie über 30 Serien, darunter die deutsch-französisch-japanische Koproduktion Polizeifunk ruft, die Serien Hafenpolizei, Gestatten, mein Name ist Cox, die auf einer Vorlage von Fritz Reuter basierende Serie Onkel Bräsig mit Stanislav Barabáš als Regisseur, Gertrud Stranitzki und Ida Rogalski  mit Inge Meysel in der Hauptrolle, sowie Pariser Geschichten nach Eugène Labiche unter der Regie von Dieter Wedel.
Von 1979 bis 1991 war Helga Mauersberger Geschäftsführerin der Studio Hamburg Atelier GmbH mit dem Geschäftsbereich Produktion, Synchronisation und Programmvertrieb. In ihrer Amtszeit entstanden u. a. Filme wie Das Heimweh des Walerjan Wróbel von Rolf Schübel, Ein Kriegsende nach Siegfried Lenz, Sommer in Lesmona von Peter Beauvais, die Dokumentation Ein Mann und seine Stadt mit und über Helmut Schmidt sowie Serien wie Großstadtrevier und die Krimireihe Die Männer vom K3
Seit 1991 war Mauersberger freiberuflich als Script Consultant tätig und betreute u. a. TV-Reihen des Produzenten Wolfgang Rademann für die Polyphon-GmbH wie Das Traumschiff, Engel der Gerechtigkeit und Kreuzfahrt ins Glück. Zwischen 1991 und 1993 war sie maßgeblich für die Integration des Mitteldeutschen Rundfunks in das ARD-Vorabendprogramm verantwortlich.

## Politisches und gesellschaftliches Engagement
Helga Mauersberger war Mitglied der Sozialdemokratischen Partei Deutschlands (SPD) und Gründerin des Arbeitskreises Medien beim Landesvorstand der SPD Hamburg, den sie über viele Jahre leitete. Sie war Deputierte der Behörde für Wirtschaft, Verkehr und Innovation in Hamburg und Mitglied des Stiftungsrates der Bücherhallen Hamburg. Bis 2015 war Helga Mauersberger Mitglied des Aufsichtsrates der Filmförderung Hamburg Schleswig-Holstein. Als Vorsitzende des Bildungswerks Medien e. V. war sie verantwortlich für die Aufnahme zahlreicher Medienberufe in das duale Ausbildungssystem sowie für die Gründung der Animation-School Hamburg. Darüber hinaus war Helga Mauersberger über 20 Jahre lang Mitglied des Aufsichtsrates der Staatsoper Hamburg und leitete gemeinsam mit Gyula Trebitsch  das Hamburger Autorenseminar.

## Familie
Der Thomaskantor Erhard Mauersberger war ihr Vater, der Kreuzkantor Rudolf Mauersberger ihr Onkel. 2007 erschien das von Helga Mauersberger herausgegebene Buch Dresdner Kreuzchor und Thomanerchor Leipzig. Zwei Kantoren und ihre Zeit – Rudolf und Erhard Mauersberger. Helga Mauersberger lebte und arbeitete in Hamburg, wo sie 2021 starb; sie wurde auf dem Friedhof Ohlsdorf beigesetzt, Grablage H10, 405–406 (südlich Rosengarten).